# Ylva Bjørkaas Thedin
Ylva Bjørkaas Thedin (* 2002) ist eine norwegische Schauspielerin.

## Leben
Bjørkaas Thedin ist Absolventin der Oslo by Steinerskole. Sie debütierte 2018 in der Hauptrolle der Jill im Film Phönix. Seit 2019 verkörpert sie die Rolle der Ingrid, Tochter des Kommissars Lars Haaland, gespielt von Nicolai Cleve Broch, in der Fernsehserie Beforeigners – Mörderische Zeiten. Von 2020 bis 2023 stellte sie die Umweltaktivistin Isolde im Netflix Original Ragnarök dar. Obwohl sie bereits in der ersten Episode ermordet wird, taucht sie bei Hauptdarsteller Magne Seier, gespielt von David Stakston, in Visionen auf und ihr Tod gab den Anlass, gegen das Unternehmen Jutul aufgrund von Umweltverschmutzungen anzugehen. 2021 übernahm Bjørkaas Thedin eine Nebenrolle im Film Nothing to Laugh About.

## Filmografie (Auswahl)
- 2018: Phönix (Føniks)
- seit 2019: Beforeigners – Mörderische Zeiten (Beforeigners, Fernsehserie)
- 2020–2023: Ragnarök (Ragnarok, Fernsehserie, 9 Episoden)
- 2021: Nothing to Laugh About (Ingenting å le av)